# Augustin Mesnager
Augustin Charles Marie Mesnager, född 11 juni 1862 i Paris, död där 6 februari 1933, var en fransk väg- och vattenbyggnadsingenjör.
Mesnager utexaminerades från l'École des ponts et chaussées 1887, tjänstgjorde vid franska statsarbeten 1887–99, blev 1899 ledamot av direktionen för l'École polytechniques laboratorier och var 1900–13 professor vid l'École nationale des ponts et chaussées samt därjämte först chef för Paris kanalväsen och därefter chefsinspektör vid statens allmänna arbeten. Från 1913 var han professor i civilingenjörskonst vid Conservatoire national des arts et métiers. 
Mesnager utarbetade åtskilliga beräkningsmetoder inom hållfasthetsläran, särskilt rörande armerad betong och valvkonstruktioner, publicerade teoretiska avhandlingar i "Annales des ponts et chaussées" och "Génie civile" samt utgav flera serier föreläsningar m.m. Han blev 1920 ledamot av Institut de France, som tidigare tilldelat honom Montyonpriset (1905) och Camérépriset (1914).